# Ljuta (okres Užhorod)
Ljuta, někdy také Ljutá (ukrajinsky Люта, maďarsky Havasköz), je obec v okrese Užhorod v Zakarpatské oblasti Ukrajiny. Patří do kostrynské venkovské komunity.

## Historie
Do podepsání Trianonské smlouvy byla ves součástí Uherska, poté byla součástí Československa. Za první republiky zde byl obecní notariát, četnická stanice a poštovní úřad. V roce 1930 zde žilo 3 387 obyvatel; z toho 35 Čechů, 3 197 Rusínů, 2 Němci, 141 Židů a 6 cizinců. Od roku 1945 ves patřila Sovětskému svazu, resp. Ukrajinské sovětské socialistické republice; nakonec od roku 1991 je součástí samostatné Ukrajiny.